# Nestima flavifrons
Nestima flavifrons är en tvåvingeart som först beskrevs av Jacques-Marie-Frangile Bigot 1886.  Nestima flavifrons ingår i släktet Nestima och familjen skridflugor. Inga underarter finns listade i Catalogue of Life.